# 540
540 (DXV) е високосна година, която започва в неделя, според Юлианския календар.

## Събития
- Голямо нападение на българи на Балканския полуостров на широк фронт – от Илирик до Дългата стена, начело с хан Заберган.
- През май Велизарий превзема без битка Равена и пленява Витигис, краля на остготите.
- Хилдебад става крал на остготите (540 – 541) г.

## Родени
- Тиберий II, византийски император († 582 г.)

## Починали
- Дигнага, индийски мислител и будистки учител-монах (р. 480 г.)